# 1992年バルセロナオリンピックのモンゴル選手団
1992年バルセロナオリンピックのモンゴル選手団（1992ねんバルセロナオリンピックのモンゴルせんしゅだん）は、1992年7月25日から8月9日にかけてスペインのカタルーニャ州バルセロナで開催された1992年バルセロナオリンピックのモンゴル選手団、およびその競技結果。

## 概要
今大会は銅メダル2個を獲得した。
射撃女子25mピストルドルジスレン・ムンクバヤルが銅メダルを獲得し、モンゴル女子選手として初めてのオリンピックメダリストとなった。

## メダル
| メダル | 選手名                     | 競技       | 種目            |
| ------ | -------------------------- | ---------- | --------------- |
| 銅     | ナムジル・バヤルサイカン   | ボクシング | 男子ライト級    |
| 銅     | ドルジスレン・ムンクバヤル | 射撃       | 女子25mピストル |